# وارایوق
وارایوق (به اسپانیایی: Wararayuq) یک کوه در پرو است که در Peru, Lima Region واقع شده‌است. وارایوق ۵٬۳۵۴ متر بالاتر از سطح دریا واقع شده‌است.